# Icefin
Icefin або «Крижаний плавник» - мобільний роботизований апарат, здатний працювати в суворих умовах і занурюватися на велику глибину. Випробування апарату нещодавно з успіхом завершилися в Антарктиді. Створений командою вчених та інженерів з Технологічного інституту. Джорджії.
Передбачається, що робот «Крижаний плавник» буде використано НАСА для дослідження планет Сонячної системи.